# Fissidens brevifolius
Fissidens brevifolius är en bladmossart som beskrevs av J. D. Hooker och William M. Wilson 1854. Fissidens brevifolius ingår i släktet fickmossor, och familjen Fissidentaceae. Inga underarter finns listade i Catalogue of Life.